# USS Ohio (BB-12)
Pour les autres navires du même nom, voir USS Ohio.
L’USS Ohio (BB-12) est un cuirassé de l'United States Navy de classe Maine construit à partir de 1899 par Union Iron Works à San Francisco et mis en service en 1904. Il est nommé d'après l'état de l'Ohio.

### Ouvrages et monographies
- (en) Mark Albertson, U.S.S. Connecticut : Constitution State Battleship, Mustang, Tate Publishing, 2007, 127 p. (ISBN 978-1-59886-739-8 et 1-59886-739-3, lire en ligne)
- (en) Conway's All the World's Fighting Ships: 1860–1905, London, Conway Maritime Press, 1979 (ISBN 978-0-85177-133-5)
- (en) Jerry W. Jones, U.S. Battleship Operations in World War I, Annapolis, Naval Institute Press, 1998, 170 p. (ISBN 1-55750-411-3)

### Ressources numériques
- (en) « Ohio III (Battleship No. 12) », sur Dictionary of American Naval Fighting Ships, département de la Marine, Naval History & Heritage Command (consulté le 15 juillet 2015).